# Hadrothemis defecta
Hadrothemis defecta é uma espécie de libelinha da família Libellulidae.
Pode ser encontrada nos seguintes países: Angola, Camarões, República Centro-Africana, República do Congo, República Democrática do Congo, Costa do Marfim, Guiné Equatorial, Gana, Guiné, Guiné-Bissau, Libéria, Nigéria, Serra Leoa, Uganda e Zâmbia.
Os seus habitats naturais são: florestas subtropicais ou tropicais húmidas de baixa altitude, áreas húmidas dominadas por vegetação arbustiva e marismas intermitentes de água doce.